# Xestia purpurea
Xestia purpurea là một loài bướm đêm trong họ Noctuidae.